# Телескопічна вишка
Телескопічна вишка — призначена для проведення монтажних, ремонтних і загальнобудівельних робіт на промислових підприємствах, у великих торгових та виставкових центрах, спортивних залах, аеропортах, на фасадах будівель і т. д.

## Застосування
Телескопічна вишка — телескопічний підйомник, незамінний допоміжний пристрій не тільки при виконанні різних будівельних, ремонтних і прибиральних робіт, але і при щоденній експлуатації великих торгових залів, молів і складів.
Основне завдання телескопічної вишки — забезпечення монтажних, ремонтних та інших операцій на не надто великій, проте небезпечній з точки зору вимог техніки безпеки висоті. Крім підйому людей телескопічна вишка використовується також для доставки різних малогабаритних і невеликих по вазі вантажів на необхідну висоту.
Вантажопідйомність телескопічного підйомника становить 200-300 кг, в залежності від моделі. Чим більше виліт стріли, тим менше її вантажопідйомність.
Платформи сучасних підйомників мають комфортну для роботи площу — від 1150 на 700 мм (для одного оператора) і 2400 на 1500 мм (для двох операторів). Габарити телескопічної вишки дозволяють вільно і легко ковзати по площині, включаючи самі вузькі проходи в приміщенні. При цьому гранично чітка конструкція і наявність шарнірних опор забезпечують необхідну стійкість, через що ризик падіння оператора з висоти мінімальний. До того ж, розташовуючись на робочому майданчику, фахівець захищений від електричної напруги, оскільки і саму платформу, та огорожу надійно ізольовано.